# Spiral Island

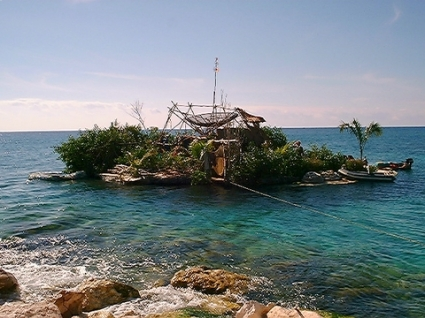
Spiral Island im März 2000

Spiral Island war eine künstliche Schwimmende Insel in einer Lagune des karibischen Meers, nördlich von Cancún im mexikanischen Bundesstaat Quintana Roo. Sie wurde von dem Briten Richart „Rishi“ Sowa unter anderem aus leeren Einwegflaschen erbaut und wird von ihm bewohnt. Nach zwei durch Wirbelstürme verlorenen Inseln heißt die dritte Insel nun Joysxee Island.

## Spiral Island I
Ein erster Prototyp wurde von Sowa 1997 in Zipolite angelegt, einer kleinen Ansiedelung an der Westküste Mexikos, im Municipio Santa María Huatulco. Unter einer drei Meter breiten Schale aus Pappmaché befestigte der aus Middlesbrough stammende Musiker, Künstler und Zimmermann Einwegflaschen, die ihr den nötigen Auftrieb verliehen. Darauf errichtete er eine Hütte aus Ästen. Vier Monate später wurde die Konstruktion von einem Wirbelsturm namens „Pauline“ zerstört.

## Spiral Island II
1998 begann er mit einem größeren Projekt, diesmal an der Ostküste von Mexiko, einen Kilometer südlich von Puerto Aventuras auf der Halbinsel Yucatán. In vierjähriger Arbeit schuf er die 16 mal 20 Meter große Insel aus Bambusrohren, Holzplatten und Einwegflaschen. Als bekennender Umweltschützer und Recycler pflanzte Sowa auf der Insel verschiedene Pflanzen wie Mangroven an und errichtete auf ihr ein zweistöckiges Haus, einen Solarherd und eine selbstkompostierende Toilette. 
Für den Auftrieb sorgten 250.000 mit Netzen zusammengehaltene Plastikflaschen. Mit Sand beschichtet wog die Konstruktion etwa 60 Tonnen. Die Spirale war das Baukonzept zur Vergrößerung der zunächst wesentlich kleineren schwimmenden Plattform. Der Name der Insel wird zugleich auch mit den Theorien von Abraham Maslow über die menschlichen Bedürfnisse erklärt (das Bild einer Spirale für die Persönlichkeitsentwicklung und die Suche nach der Vollkommenheit geht jedoch auf Alfred Adler zurück). Diese Insel erreichte schon überregionale Bekanntheit und die Medien berichteten über sie. Im Juli 2005 wurde sie durch den Hurrikan Emily zerstört. 

## Joysxee Island
Frustriert wollte Sowa sein Projekt aufgeben, doch dann bekam er finanzielle Unterstützung vom Leiter eines lokalen Ökologischen Parks und weiteren Investoren. So begann er 2007 in einer Lagune der Insel Isla de Mujeres nördlich von Cancún mit der dritten Version seiner Insel, die er Joysxee Island nannte. Mit 25 Metern Durchmesser ist sie noch größer als Spiral Island. Auf ihr hat er ein dreigeschossiges Gebäude mit Solaranlage errichtet, einen solarbetriebenen Wasserfall mit einem Bachlauf und drei Strände. Die Insel ist seine Vision eines nachhaltigen Lebens mit geringem Ressourcenverbrauch. Rishi Sowa verbessert und erweitert seine Insel ständig, wobei er auch von Freiwilligen unterstützt wird. Seit 2008 bietet er Führungen über die Insel an, um die Besucher für Umweltproblematiken zu sensibilisieren. 2014 zog seine neue Lebensgefährtin auf die Insel.